# Paul Four
Paul Four   (Katoomba, 13 de febrer de 1956) és un pentatleta franco-australià, ja retirat, guanyador d'una medalla olímpica.
El 1980 va prendre part en els Jocs Olímpics d'Estiu de Moscou, on disputà dues proves del programa de pentatló modern. Fou cinquè en la competició per equips i dotzè en la competició individual. Quatre anys més tard, als Jocs de Los Angeles, tornà a disputar dues proves del programa de pentatló modern. Junt a Didier Boube i Joël Bouzou guanyà la medalla de bronze en la competició per equips, mentre en la competició individual fou sisè.